# 大邱クィア・カルチャー・フェスティバル

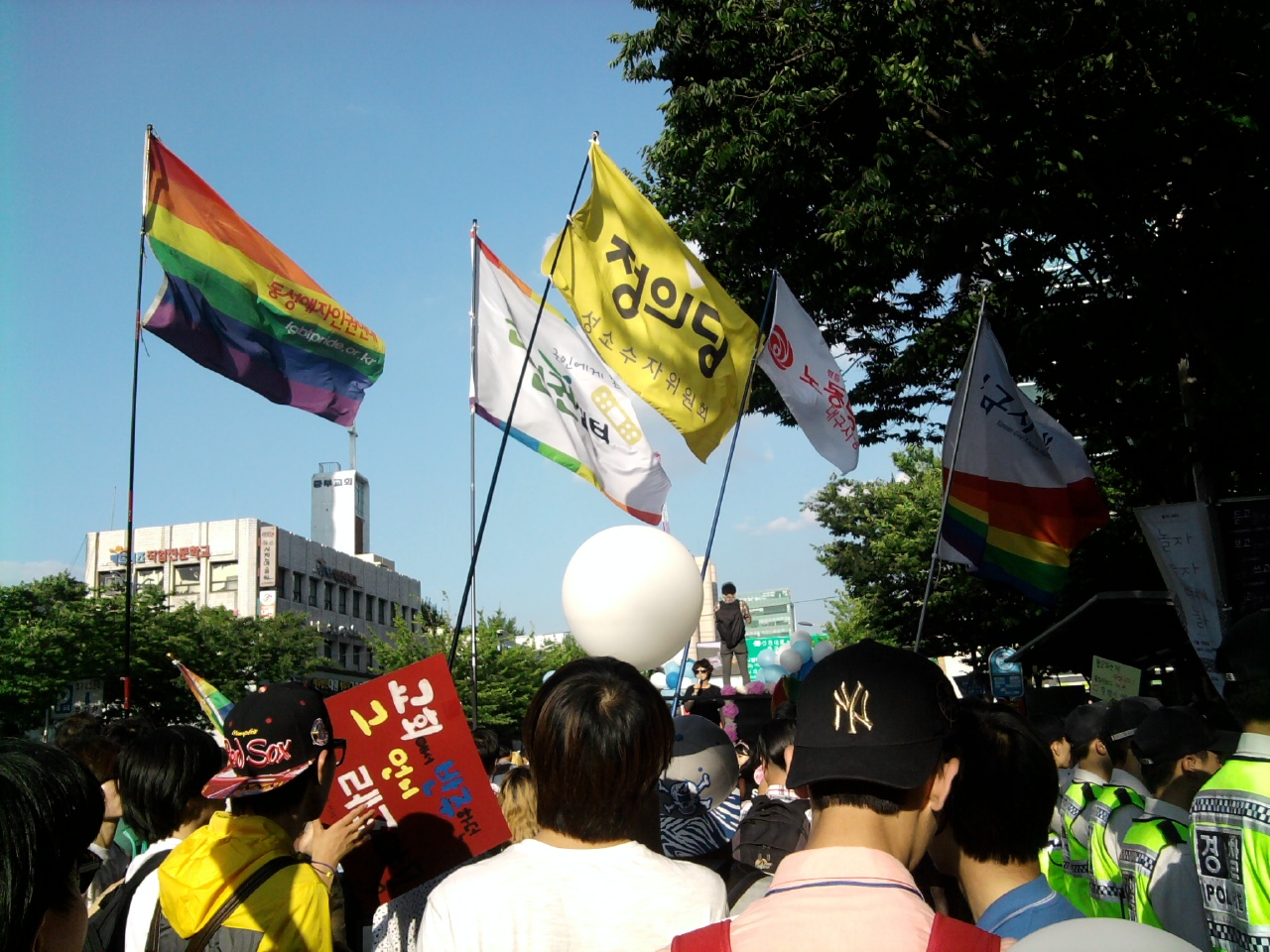
大邱クィア・カルチャー・フェスティバル。2014年。

大邱クィア・カルチャー・フェスティバル（てぐくぃあぶんかさい、DQCF）または大邱クィア・フェスティバル（韓国語: 대구퀴어문화축제）は、2009年から毎年開催されているLGBTの権利をテーマとしたイベントである。プライド・パレードや映画祭が行われ、通例ではプライド月間の6月下旬に1～2週間開催される。このイベントは、韓国で2番目に大きなLGBT関連の祭典である。
パレードのほか、ブースでの物販などが行われ、LGBT当事者の父母グループの参加のほか、障害者団体や軍備反対の支援団体などの参加も見られる。

## 背景
韓国において、1990年代半ばから、ポップカルチャーがセクシュアリティと個人の力の関係を再構築するなかで、同性愛者やバイセクシュアルの人に大きな変化がもたらされ、LGBTの権利が議論の対象となった。これ以前は、同性愛者の権利要求はタブー視され、LGBTコミュニティは疎外され、偏見を受けることが多かった。
2007年の調査では、18%の韓国人は同性愛者が社会において容認されるべきだと感じているとされる。この割合は2013年には18%から39%に増加し、LGBTコミュニティに対する韓国人の態度の変化を示している。

## 反発
韓国においては、保守系のキリスト教プロテスタント団体を中心として、性的少数者に関する動きに対して反対運動が起こされてきた。
このイベントも特に宗教団体からの反対に直面してきた。宗教団体の反発によって、このイベントは大邱で人気のある場所での屋外ステージを使うことを禁じられている。
2014年には、大邱では、28の宗教団体・右派団体が「同性愛問題対策委員会」を組織し、LGBTコミュニティの関するイベントの阻止を試みている。これらの団体は、大韓民国憲法第11条の「性別・宗教・社会的地位による政治・経済・社会・文化生活における差別の禁止」が同性婚には適用されないと主張する。この年のパレードでは、反対団体による座り込みによる妨害、ゴール地点の占拠によって、パレードは途中で断念された。
2015年には、参加者に人糞が投げつけられた。2017年には、会場すぐそばの公園で反同性愛の集会が開催されており、パレードの沿道では「同性愛者はエイズを拡散する」「同性愛者の人権は認めない」といったプラカードが掲げられた。2023年には、大邱市の行政当局が行政代執行によって集会の撤去を試みたが、集会開催の届出は適法でなされていたため、警察がこれを阻止するという騒ぎになった。
一方で、性的少数者を支援する立場からパレードに参加するクリスチャンもいる。